# تشان كينغ يين
تشان كينغ يين (بالصينية: 陳敬然) (من مواليد 13 ديسمبر 1982) بحار من هونغ كونغ الذي فاز بميدالية ذهبية في دورة الألعاب الآسيوية 2006 في فئة الضوء الخفيف. في دورة الألعاب الآسيوية 2010 حصل تشان على ميدالية ذهبية ثانية له في دورة الألعاب الآسيوية في حدث الضوء.

## وصلات خارجية
- تشان كينغ يين على موقع الاتحاد الدولي للملاحة الشراعية (موقع جديد) (الإنجليزية)
- تشان كينغ يين على موقع الاتحاد الدولي للملاحة الشراعية (موقع قديم) (الإنجليزية)
- تشان كينغ يين على موقع اللجنة الأولمبية الدولية (الإنجليزية)
- تشان كينغ يين على موقع أوليمبيديا (الإنجليزية)

- تشان كينغ يين في الموقع الرسمي لدورة الألعاب الأولمبية الصيفية 2008 في بكين على موقع واي باك مشين (نسخة محفوظة 2008-09-02)